# Hans-Christoph Hobohm
Hans-Christoph Hobohm (* 12. Mai 1955 in Bitterfeld) ist Hochschullehrer im Ruhestand und war Professor für Bibliotheks- und Informationswissenschaft an der Fachhochschule Potsdam bzw. an der Humboldt-Universität zu Berlin. Seine Arbeitsschwerpunkte sind Bibliotheksmanagement, Wissensmanagement und Informationsverhaltensforschung.

## Werdegang
Hans-Christoph Hobohm studierte Romanistik, Germanistik und Erziehungswissenschaft in Köln, Rennes und in Paris an der École des Hautes Études en Sciences Sociales mit Staatsexamen für Lehramt 1. und 2. Sekundarstufe. Seine Promotion schrieb er über „Romanzensur in der Frühaufklärung in Paris“, während er in Köln Bibliothekswissenschaft bei Paul Kaegbein und Engelbert Plassmann studierte.
Er übernahm 1987 die Leitung der Spezialbibliothek des Instituts für angewandte Sozialforschung an der Universität zu Köln. 1989 wurde er wissenschaftlicher Mitarbeiter des Instituts für Literaturwissenschaft der Universität Stuttgart, 1990 wechselte er an das zur Gesellschaft Sozialwissenschaftlicher Infrastruktureinrichtungen (GESIS) gehörende Informationszentrum Sozialwissenschaften in Bonn als Leiter der Abteilung „Produkte und Marketing“.
Von 1995 bis 2021 lehrte und forschte er an der Fachhochschule Potsdam. Von 2008 bis 2011 war er Dekan des Fachbereichs Informationswissenschaften. 2010–2021 leitete er dort zusammen mit Rolf Däßler den konsekutiven Masterstudiengang „Informationswissenschaften“. Nach seiner Pensionierung wurde er Seniorprofessor am Institut für Bibliotheks- und Informationswissenschaft der Humboldt-Universität zu Berlin, wo er vorher viele Jahre Lehrbeauftragter war.
Er ist Mitglied der Leibniz-Sozietät der Wissenschaften zu Berlin seit 2016 und Vorsitzender der Potsdamer Bibliotheksgesellschaft seit 2020. Im Jahre 2024 erhielt er die Daniel-Ernst-Jablonski-Medaille der Leibniz-Sozietät.

## Schriften
- Roman und Zensur zu Beginn der Moderne. Vermessung eines sozio-poetischen Raumes (Paris 1730-1744). Campus, Frankfurt, New York 1992 (Studien zur Historischen Sozialwissenschaft). 350 S.
- Wissen in elektronischen Netzwerken. Beiträge zur Strukturierung und zum Retrieval von Information im Internet. BIS, Oldenburg 1996 (Herausgeber in Zusammenarbeit mit H.J. Wätjen). 193 S.
- Erfolgreiches Management von Bibliotheken und Informationseinrichtungen. Loseblattsammlung hrsg. v. Hans-Christoph Hobohm und Konrad Umlauf. Verlag Dashöfer, Hamburg 2002 ff. (vier jährliche Aktualisierungen)
- Knowledge Management. Libraries and Librarians Taking Up the Challenge. (Herausgeber) München: Saur 2004 (IFLA Publications; 108). 220 S.
- Bibliotheken der Welt – Finnland. Hrsg. in Zusammenarbeit mit Rolf Busch. Bad Honnef: Bock und Herchen 2005.
- Bibliotheken der Welt – Vereinigte Staaten von Amerika. Hrsg. in Zusammenarbeit mit Rolf Busch. Bad Honnef: Bock+Herchen 2007.
- Data Librarianship – Rollen, Aufgaben, Kompetenzen. Zus. mit R. Bertelmann und H.Pampel. Berlin: Rat für Sozial- und Wirtschaftsdaten / BMBF 2010 (Working paper series des RatSWD, 144).
- Handbuch Forschungsdatenmanagement. Hrsg. zus. mit St.Büttner und L.Müller, Bad Honnef: Bock + Herchen 2011.
- Informationswissenschaft zwischen virtueller Infrastruktur und materiellen Lebenswelten: Proceedings des 13. Internationalen Symposiums für Informationswissenschaft (ISI 2013). Herausgeber unter Mitarbeit von Judith Pfeffing. Glückstadt: W. Hülsbusch 2013. 499 S.
- Libraries, archives and museums as democratic spaces in a digital age. Hrsg. zus. mit Ragnar Audunson, Herbjørn  Andresen, Cicilie Fagerlid, Erik Henningsen, Henrik Jochumsen, Henrik u. a. Berlin: De Gruyter Saur 2020. VIII, 370 S.
- Informationsverhalten. Berlin: De Gruyter Saur 2024.(Age of Access? Grundfragen der Informationsgesellschaft; 5). XIX, 444 S. - DOI:10.1515/9783110318463.
- Übersetzungen u. a.: Genette, Gérard: Einführung in den Architext. Übers. v. J.-P. Dubost, G.Febel, H.-Ch.Hobohm, U.Pfau. Stuttgart: Legueil 1990.
- sowie zahlreiche Beiträge, z. B. im Lexikon für Bibliotheks- und Informationswissenschaft (LBI), im Handbuch Bibliothek und im Handbuch Grundlagen der praktischen Information und Dokumentation.